# Hne
El hne ( también escrito hnè) es un instrumento cónico de la familia del oboe usado en la música de Birmania. Tiene una caña séxtuple hecha de hoja de palmera. Tiene una campana de metal y un sonido fuerte, y se usa en grupos que incluyen el xilófono, gongs y tambores afinados.